# Ammothea australiensis
Ammothea australiensis là một loài nhện biển trong họ Ammotheidae. Loài này thuộc chi Ammothea. Ammothea australiensis werd voor het eerst wetenschappelijk bởi Flynn. 1919).